# Eya hoya!
Eya hoya! is de een single van K3. De single kwam uit op 15 juni 2013.

## Tracklist
1. "Eya hoya!" (3:50)
2. "Eya hoya!" (instrumentaal) (3:51)